# Bollingstedt
Bollingstedt (tiếng Đan Mạch: Bollingsted) là một đô thị thuộc huyện Schleswig-Flensburg, bang Schleswig-Holstein, Đức.